# EPrix de Pequim de 2014
O ePrix de Pequim de 2014 foi a primeira etapa da temporada de 2014–15 da Fórmula E. Após colisão entre Prost e Heidfeld, na última curva na última volta, o brasileiro Lucas Di Grassi, que estava em terceiro, conseguiu ultrapassá-los, vencendo a etapa.

## Classificação

### Corrida
| Pos. | No. | Piloto            | Equipe          | Voltas | Tempo      | Grid | Pontos |
| ---- | --- | ----------------- | --------------- | ------ | ---------- | ---- | ------ |
| 1    | 11  | Lucas Di Grassi   | Audi Sport ABT  | 25     | 52:23.413  | 2    | 25     |
| 2    | 27  | Franck Montagny   | Andretti        | 25     | +2.867     | 8    | 18     |
| 3    | 2   | Sam Bird          | Virgin Racing   | 25     | +6.559     | 11   | 15     |
| 4    | 28  | Charles Pic       | Andretti        | 25     | +19.301    | 7    | 12     |
| 5    | 5   | Karun Chandhok    | Mahindra Racing | 25     | +23.952    | 4    | 10     |
| 6    | 7   | Jerome d'Ambrosio | Dragon Racing   | 25     | +31.664    | 12   | 8      |
| 7    | 6   | Oriol Servià      | Dragon Racing   | 25     | +41.968    | 10   | 6      |
| 8    | 99  | Nelson Piquet Jr. | China Racing    | 25     | +43.896    | 9    | 4      |
| 9    | 30  | Stéphane Sarrazin | Venturi         | 25     | +43.975    | 19   | 2      |
| 10   | 66  | Daniel Abt        | Audi Sport ABT  | 25     | +1:02.5071 | 3    | 1      |
| 11   | 3   | Jaime Alguersuari | Virgin Racing   | 25     | +2:00.6131 | 6    |        |
| 12   | 8   | Nicolas Prost     | e.dams-Renault  | 24     | Colisão    | 1    | 32     |
| 13   | 23  | Nick Heidfeld     | Venturi         | 24     | Colisão    | 5    |        |
| 14   | 18  | Michela Cerruti   | Trulli          | 24     | +1 volta   | 16   |        |
| 15   | 77  | Katherine Legge   | Amlin Aguri     | 24     | +1 volta1  | 14   |        |
| 16   | 88  | Ho-Pin Tung       | China Racing    | 24     | +1 volta   | 17   |        |
| Ret  | 55  | Takuma Sato       | Amlin Aguri     | 21     | +4 voltas  | 13   | 23     |
| Ret  | 9   | Sébastien Buemi   | e.dams-Renault  | 14     | Rear wing  | 18   |        |
| Ret  | 10  | Jarno Trulli      | Trulli          | 0      | Colisão    | 20   |        |
| Ret  | 21  | Bruno Senna       | Mahindra Racing | 0      | Colisão    | 15   |        |

Notas:
- ↑1  – Daniel Abt, Jaime Alguersuari e Katherine Legge receberam penalidade de 57 segundos por exederem o limite de uso da bateria.[2]
- ↑2  – Três pontos pela pole position.[2]
- ↑3  – Dois pontos pela volta mais rápida.[2]